# Józef Czaplicki

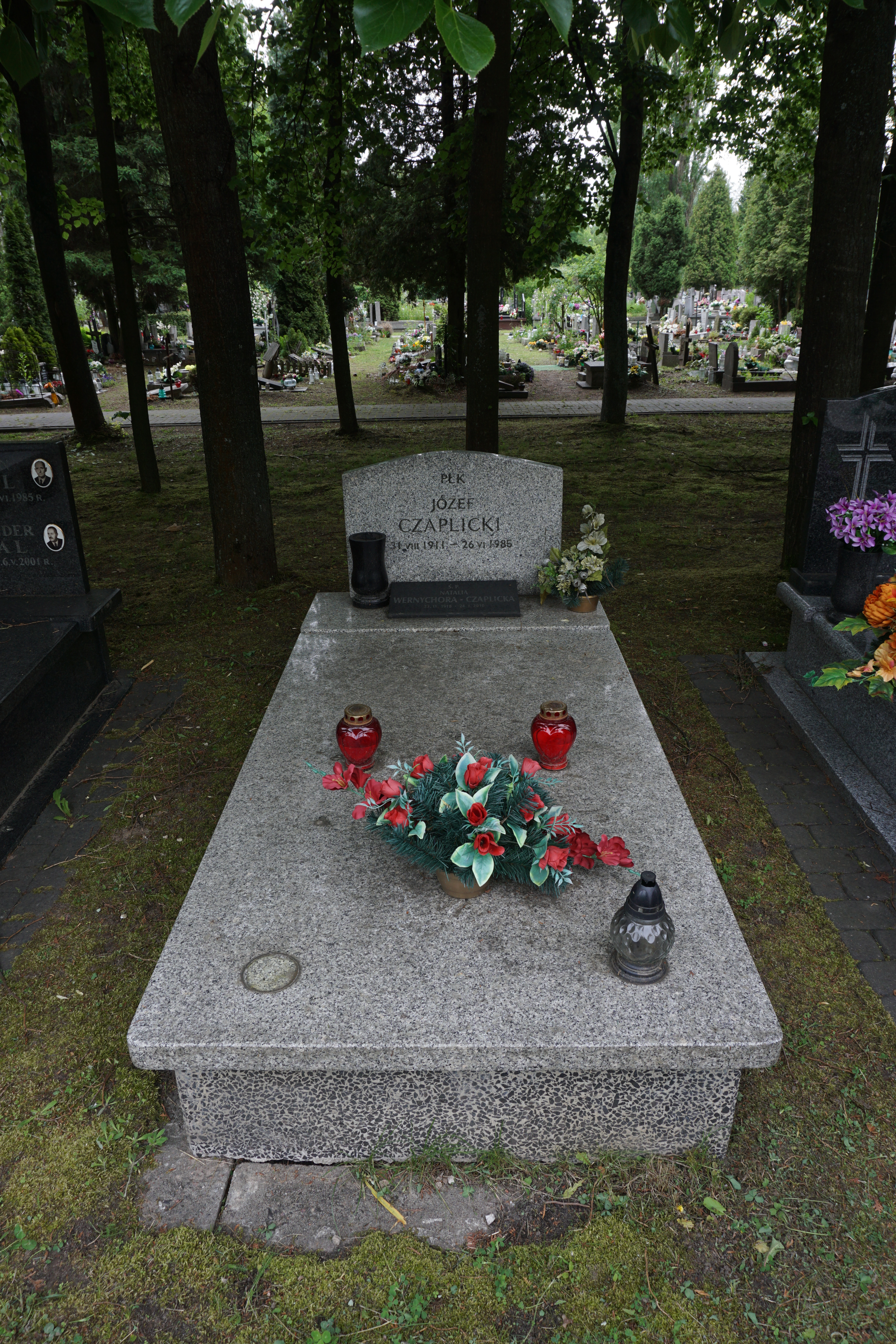
Grób Józefa Czaplickiego na cmentarzu komunalnym Północnym w Warszawie

Józef Czaplicki właśc. Izydor Kurc (Kurtz) (ur. 31 sierpnia 1911 w Łodzi, lub Wiedniu zm. 26 czerwca 1985 w Warszawie) – funkcjonariusz Ministerstwa Bezpieczeństwa Publicznego (1944–1954), Komitetu do spraw Bezpieczeństwa Publicznego (KdsBP) (1955–1956) i Ministerstwa Spraw Wewnętrznych PRL (1956–1957) w stopniu pułkownika, członek Państwowej Komisji Bezpieczeństwa.

## Życiorys
Urodzony w rodzinie pochodzenia żydowskiego, syn Hereksa (Henryka) i Sary (Stefanii). Członek Komunistycznej Partii Polski, Polskiej Partii Robotniczej i Polskiej Zjednoczonej Partii Robotniczej, absolwent kursu NKWD w mieście Gorki w 1941 r. W okresie od lutego 1942 do grudnia 1943 r. partyzant II Samodzielnej Partyzanckiej Kletmańskiej Brygady. Od 1 kwietnia 1944 do 28 lipca 1944 r. służba w Polskim Samodzielnym Batalionie Specjalnym dowodzonym przez płk. Henryka Toruńczyka (jako wykładowca taktyki partyzanckiej).
Karierę w UB rozpoczął w 6 sierpnia 1944 r. jako funkcjonariusz w dyspozycji kpt. Romkowskiego (szefa kontrwywiadu). Miesiąc później został kierownikiem Sekcji IV, 23 września został przekazany do składu warszawskiej grupy operacyjnej. 15 stycznia 1945 r. został mianowany kierownikiem grupy operacyjnej na miasto stołeczne Warszawa. 10 lutego 1945 r. został naczelnikiem Wydziału I (kontrwywiadu) WUBP w Łodzi, później tymczasowo wypełniał obowiązki szefa WUBP w tym mieście. 3 sierpnia 1945 r. awansował na stanowisko zastępcy dyrektora Departamentu I MBP, które pełnił dwukrotnie, w latach 1945–1946 oraz 1947–1950. Również dwa razy, w latach 1946–1947 oraz 1950–1953 sprawował funkcję dyrektora Departamentu III MBP (w 1946 struktura przejściowo nosiła nazwy: Wydział do Walki z Bandytyzmem oraz Departament VII). Od 1953 był zatrudniony w wywiadzie, były to kolejno stanowiska: zastępca dyrektora Departamentu VII MBP (1953–1954), pełniący obowiązki dyrektora i później dyrektor Departamentu I KdsBP (1955–1956), zastępca dyrektora Departamentu I MSW (1956–1957). Zwolniony 31 maja 1957 r. Jego zadaniem było zwalczanie podziemia niepodległościowego. Razem z Leonem Andrzejewskim nadzorował operację Cezary, która doprowadziła do zniszczenia tegoż podziemia. Ze względu na znęcanie się nad członkami Armii Krajowej, przezwano go w bezpiece Akower.
Po zakończeniu pracy w MSW od 1 stycznia 1958 r. do 31 grudnia 1967 r. pełnił funkcję zastępcy głównego inspektora Państwowej Inspekcji Handlowej.
W okresie kampanii antyżydowskiej 1968 r. Czaplicki, z racji pochodzenia oraz emigracji członków rodziny do Izraela, znalazł się w zainteresowaniu Służby Bezpieczeństwa. Na podstawie zebranych informacji wiosną 1971 r. Biuro Śledcze MSW doprowadziło do postawienia Czaplickiego w stan oskarżenia. 3 lipca 1971 r. Sąd Powiatowy dla m.st. Warszawy skazał go na podstawie art. 244 kk na rok pozbawienia wolności oraz 100 tys. złotych grzywny (na podstawie amnestii z 1969 r. darowano mu karę, obciążając jedynie kosztami sądowymi).
Pochowany na cmentarzu komunalnym Północnym na Wólce Węglowej (kwatera E-XIII-1-3-12).

## Ordery i odznaczenia
- Order Krzyża Grunwaldu II klasy (13 grudnia 1945)[8]
- Order Krzyża Grunwaldu III klasy (3 marca 1945)
- Krzyż Oficerski Orderu Odrodzenia Polski (3 lutego 1947)[9]
- Krzyż Kawalerski Orderu Odrodzenia Polski (10 października 1945)[10]
- Złoty Krzyż Zasługi (17 września 1946)[11]
- Order Czerwonego Sztandaru (ZSRR)[4]
- Order Czerwonej Gwiazdy (ZSRR)[4]
- Medal Partyzantowi Wojny Ojczyźnianej (ZSRR, 27 grudnia 1943)[6]